# Martin Pšurný
Martin Pšurný [martyn pšurný] (12. prosince 1948 Záhorská Ves – 17. dubna 2016 Trnava) byl slovenský fotbalový útočník. V Trnavě se věnoval také stolnímu tenisu. Jeho starší bratr Rudolf Pšurný byl rovněž prvoligovým fotbalistou.

## Hráčská kariéra
V československé lize hrál za trnavský Spartak, aniž by skóroval. Nastoupil v jediném prvoligovém utkání, které se hrálo ve středu 6. května 1970 v Košicích a domácí mužstvo VSS v něm se Spartakem hrálo nerozhodně 0:0. Působil také v Senici.

### Prvoligová bilance
| Ročník             | Zápasy | Góly | Minuty | Klub              |
| ------------------ | ------ | ---- | ------ | ----------------- |
| I. liga 1969/70    | 1      | 0    | 45     | TJ Spartak Trnava |
| CELKEM I. ČS. LIGA | 1      | 0    | 45     |                   |